# Verbone
Il Verbone, conosciuto anche come "Crosia", è un breve (circa 10 km) torrente della Provincia di Imperia. 

## Percorso
Nasce a circa 500 m di quota nei pressi del comune di Perinaldo nell'omonima vallata (Val Verbone). Successivamente bagna i comuni di Soldano e San Biagio della Cima, per poi andare a sfociare nel Mar Ligure presso il comune di Vallecrosia.

## Regime e problemi
Quasi sempre in secca nel suo tratto terminale, è un corso d'acqua estremamente temibile in caso di precipitazioni intense in quanto soggetto a rapide e distruttive piene.
A causa del pesantissimo stato di degrado conseguente all'eccessiva urbanizzazione di gran parte del suo corso (in particolare del tratto focivo), il torrente ha causato gravi danni durante gli eventi alluvionali del novembre 2000 e recentemente nel settembre 2006.